# Prototheca zopfii
Prototheca zopfii – gatunek zielenic z rodziny Chlorellaceae.
Organizm jednokomórkowy. Komórki prawie kuliste lub elipsoidalne o wymiarach średnio 19 na 15 μm. Nieruchliwe, nieokryte kapsułą. Zamknięte w ścianie komórkowej zawierającej sporopoleninę, ale bez chityny czy celulozy. Mogą tworzyć okrągłe, białe i matowe kolonie. Zarodniki o szerokości średnio 9 μm i długości średnio 12 μm. Jak wszystkie prototeki są roślinami bezzieleniowymi. Przyswajają glukozę, glicerol i kwas mlekowy. Nie przyswajają galaktozy i trehalozy. W kulturze rosną dobrze w temperaturze 25 °C-30 °C, słabiej w 37 °C. Roślina pasożytnicza występująca m.in. w soku drzew. Żyje też wolno w wodzie.
Prototeki po raz pierwszy zidentyfikował Friedrich Wilhelm Zopf, badając sok z drzew pozyskany przez Juliusa Kühna. Ostatecznie nowy rodzaj opisał Wilhelm Krüger, analizując kulturę tego mikroorganizmu i wyróżnił gatunki Prototheca moriformis i Prototheca zopfii. Krüger nie wybrał spośród nich typu nomenklatorycznego, ale w późniejszych badaniach lepiej opisano P. zopfii, przez co to ją wybrano na lektotyp rodzaju. W wyniku badań molekularnych w obrębie tego gatunku zaczęto wyróżniać kolejne operacyjne jednostki taksonomiczne, w tym Prototheca zopfii genotype 1 (P. zopfii gen. 1) i Prototheca zopfii genotype 2 (P. zopfii gen. 2). W 2019 r. zespół Tomasza Jagielskiego P. zopfii gen. 1 uznał za synonim Prototheca ciferrii, a P. zopfii gen. 2 wyodrębnił jako Prototheca bovis. Z gatunku tego wyróżniono wówczas też Prototheca pringsheimii, z kolei za P. zopfii uznano też niektóre szczepy pierwotnie przypisane do innych gatunków. W związku z tym zespół Jagielskiego zdefiniował na nowo Prototheca zopfii, a dawniejsze opisy i informacje opisane pod tą nazwą mogą odnosić się do innych gatunków. Według zmienionego opisu lektotypem gatunku jest oryginalny rysunek Krügera, a za epityp należy uznać okaz przechowywany w Zielniku Wydziału Biologii Uniwersytetu Warszawskiego. Miejscem typowym pozostają zgodnie z opisem Krügera Niemcy, a konkretnie sok z rany wiązu. Nazwa gatunkowa upamiętnia Friedricha Wilhelma Zopfa.